# استان زغوان
استان زغوان (به عربی: ولایة زغوان) یک استان‌های تونس در تونس است که در تونس واقع شده‌است.

## خصوصیات
استان زغوان ۲٬۷۶۸ کیلومترمربع مساحت و ۱۶۸٬۱۰۰ نفر جمعیت دارد.